# 黃色2G
黃色2G（英語：Yellow 2G）是一種色素。外觀為黃色粉末，易溶於水。是一種合成的黃色偶氮染料。

## 用途
黃色2G用於食用色素，其E編碼為E107。
它並沒有被英國食品標準局列為歐盟批准的食品添加劑之一。

## 外部連結
维基共享资源上的相關多媒體資源：黃色2G